# Рене Давид
Рене Давид (12 січня 1906, Париж — 26 травня 1990, с. Ле Толоне, деп. Буш-дю-Рон) — французький учений, один з найбільших фахівців з порівняльного правознавства та юридичної географії світу. Професор Паризького університету (1945-1990 рр.). Читав лекційні курси в Кембриджському (Велика Британія), Колумбійському (США), Мюнхенському (ФРН), Тегеранському (Іран) та інших університетах.
Набув широкої популярності за межами Франції завдяки своїй монографії «Основні правові системи сучасності» (1964 р), перекладеної на багато мов.